# Виго
Ви́го (исп. Vigo [ˈbiɣo], галис. Vigo) — важный портовый и промышленный город на северо-западе Испании. Расположен на берегу бухты (риа) Виго в провинции Понтеведра, относящейся к природной области Риас-Байшас и к автономному региону Галисия. Виго — самый населённый город Галисии: 299 тысяч жителей, включая пригороды — 420 тысяч. Имеется университет.

## История
Город был основан римлянами, однако античных построек не сохранилось. В 1529 году Карл V дал Виго право вести торговлю с Америкой.
В 1702 году во время войны за испанское наследство в заливе Виго англо-голландские войска и флот разбили франко-испанскую эскадру, перевозившую золото и серебро из Америки, и захватили богатую добычу. Подробнее см. битва в заливе Виго.

## Климат
Климат субтропический морской, влажный, с относительно прохладным летом и тёплой зимой.
| Показатель                        | Янв. | Фев. | Март | Апр. | Май  | Июнь | Июль | Авг. | Сен. | Окт. | Нояб. | Дек. | Год  |
| --------------------------------- | ---- | ---- | ---- | ---- | ---- | ---- | ---- | ---- | ---- | ---- | ----- | ---- | ---- |
| Средний максимум, °C              | 12,3 | 13,1 | 15,8 | 18,2 | 20,5 | 23,2 | 25,5 | 26,4 | 24,8 | 21,2 | 15,2  | 13,1 | 19,1 |
| Средняя температура, °C           | 9,4  | 9,6  | 11,8 | 13,7 | 15,7 | 18,4 | 20,4 | 20,9 | 19,7 | 16,9 | 12,1  | 10,2 | 14,9 |
| Средний минимум, °C               | 6,6  | 6,0  | 7,7  | 9,3  | 11,0 | 13,6 | 15,2 | 15,4 | 14,6 | 12,7 | 9,0   | 7,3  | 10,7 |
| Норма осадков, мм                 | 137  | 124  | 105  | 92   | 87   | 76   | 71   | 84   | 99   | 100  | 122   | 140  | 1237 |
| Источник: www.weatheronline.co.uk |      |      |      |      |      |      |      |      |      |      |       |      |      |

## Достопримечательности
- Ислас-Сиес — три острова в бухте Виго, до двух из которых можно добраться паромом. Архипелаг размером в 433 га — не только популярное место отдыха с великолепными пляжами, но и природоохранная зона, место гнездования чаек, бакланов и серых цапель. Пляж острова Илья-Норте был включён британской газетой «Гардиан» в десятку лучших пляжей мира.
- Старый город, рыбацкий квартал Berbés и гавань.
- На центральной площади на высоком постаменте «парит» скульптура Сирены.
- Единственный в Галисии зоопарк площадью в 45 тыс. м², в котором содержится около 600 животных. Расположен на горе высотой в 240 м.
- Кастро, старая крепость в южной части города.
- Понте-де-Ранде — вантовый мост, соединяющий берега глубокой бухты и переходящий в шоссе на город Понтеведра.
- Театр Гарсия Барбон (1927, архитектор Антонио Паласиос)
- Усадьба маркизов из рода Киньонес де Леон открыта для посещения в качестве музея.
- Музей современного искусства (MARCO)
- Пляж Самиль — один из самых посещаемых пляжей Галисии

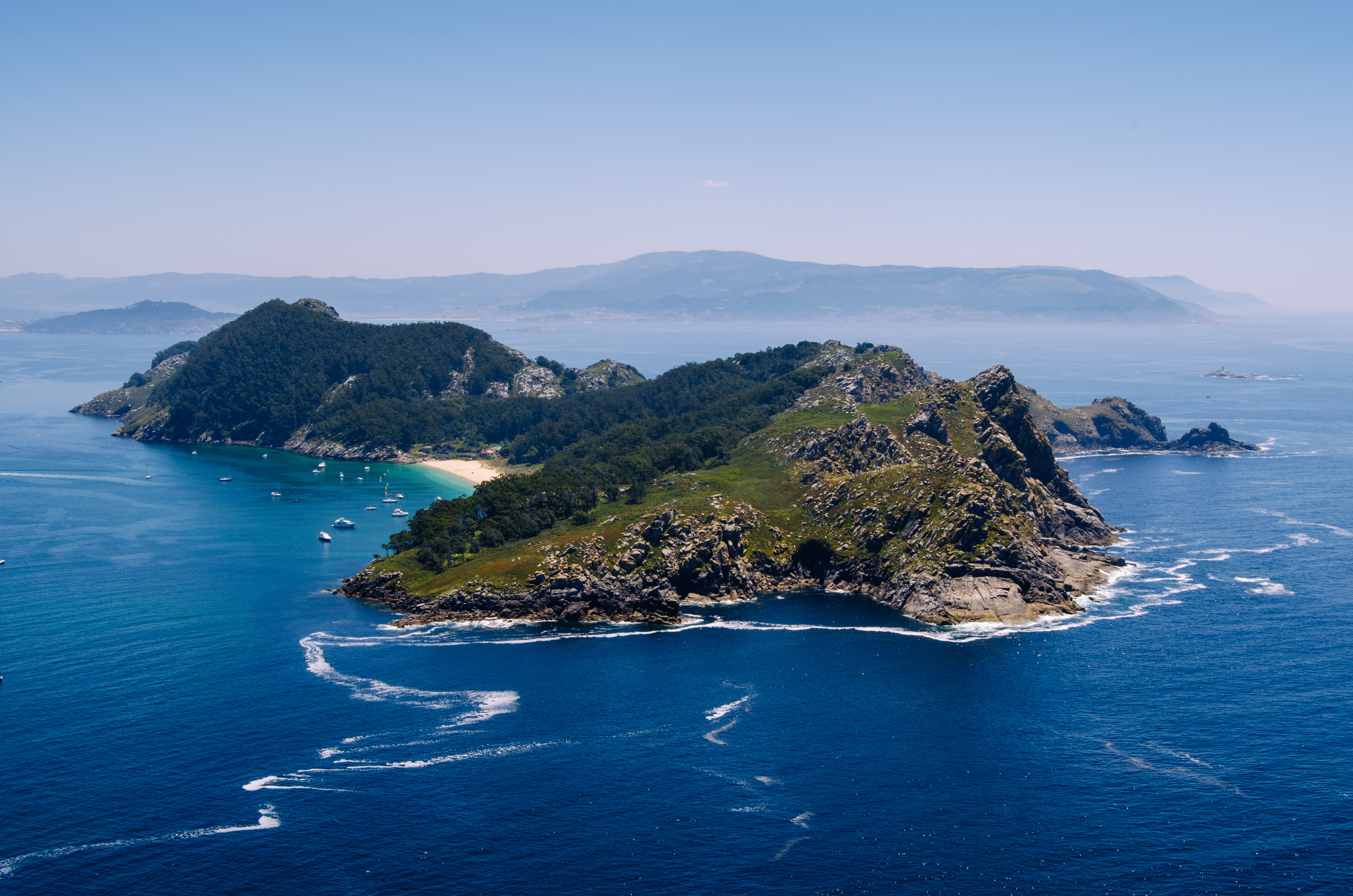
Острова Сиес
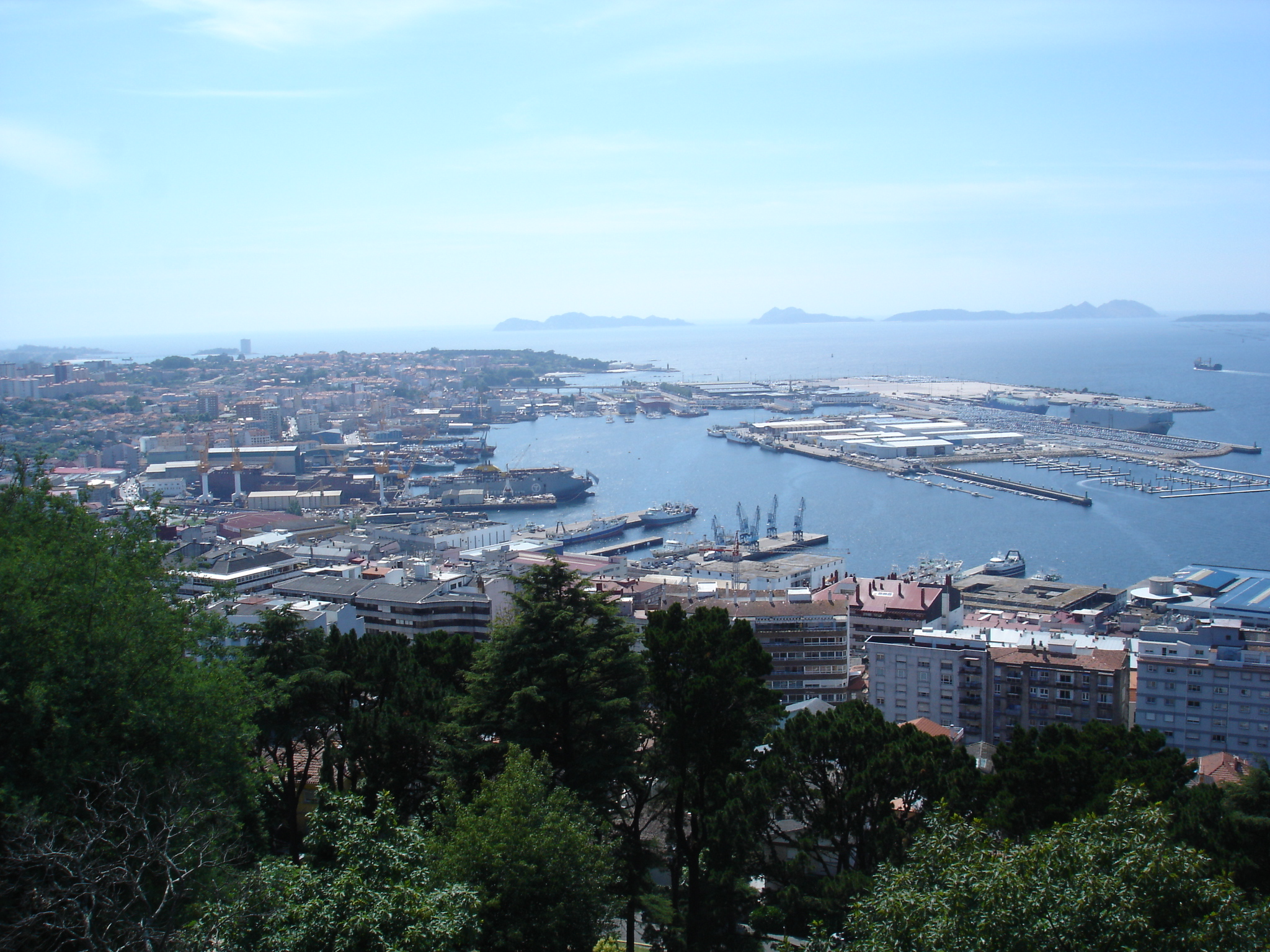
Вид на город с крепости Кастро
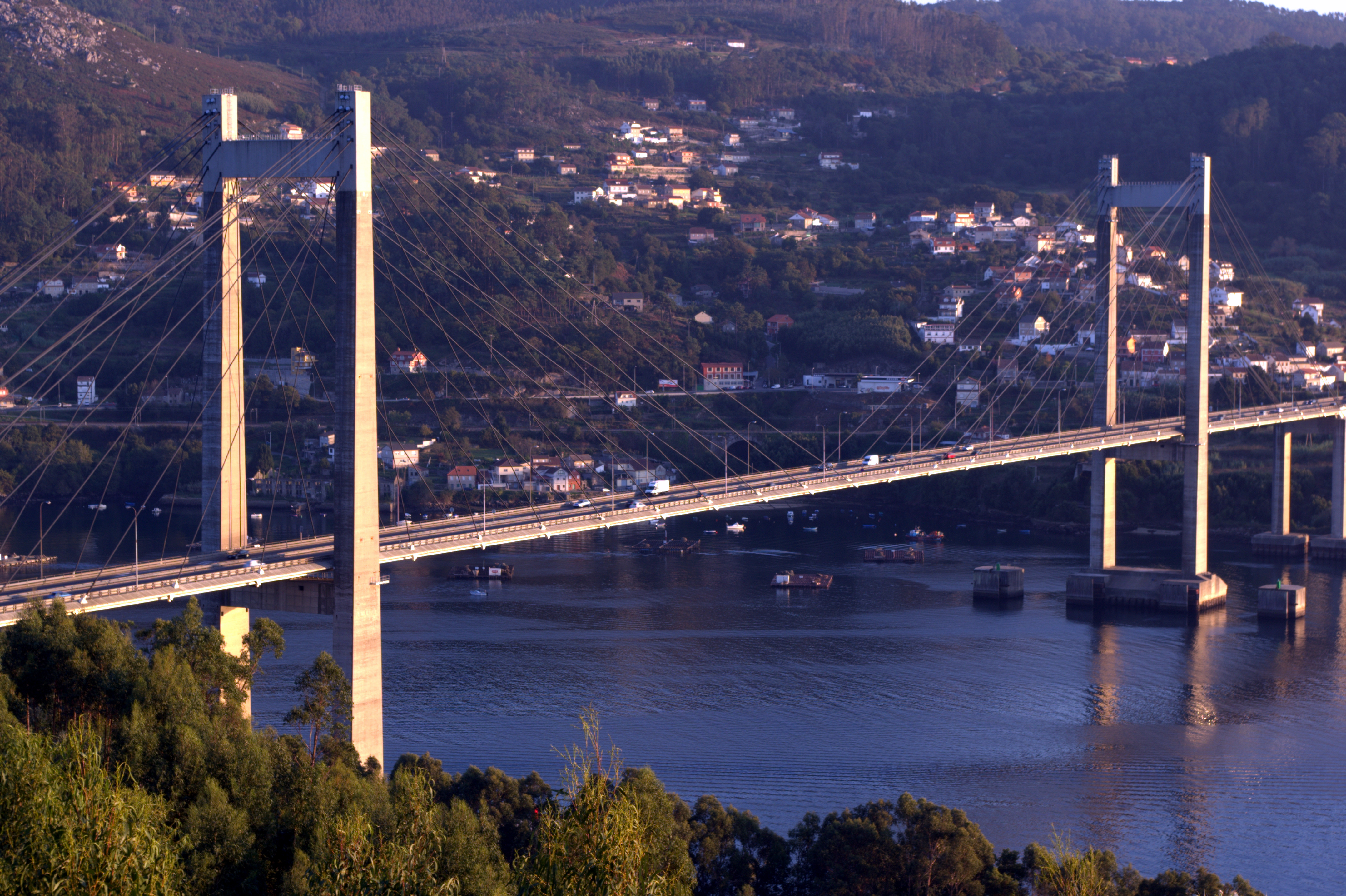
Мост Понте-де-Ранде

## Население
| 2001     | 2002     | 2004     | 2005     | 2006     | 2007     | 2008     | 2009     | 2010     |
| -------- | -------- | -------- | -------- | -------- | -------- | -------- | -------- | -------- |
| 287 282  | ↗288 324 | ↗292 059 | ↗293 725 | ↘293 255 | ↗294 772 | ↗295 703 | ↗297 332 | ↘297 124 |
| 2011     | 2012     | 2013     | 2014     | 2015     | 2016     | 2017     | 2018     | 2019[…]  |
| ↗297 241 | ↗297 355 | ↘296 479 | ↘294 997 | ↘294 098 | ↘292 817 | ↗292 986 | ↗293 642 | ↗295 364 |
| 2020     | 2021     | 2022     | 2023     | 2024     |          |          |          |          |
| ↗296 692 | ↘293 837 | ↘292 374 | ↗293 652 | ↗293 977 |          |          |          |          |

## Спорт
В городе базируется футбольный клуб «Сельта».

## В искусстве
Бухта Виго фигурирует в романе Жюля Верна «20 000 лье под водой» и в советском фильме «Капитан Немо».
Виго фигурирует в фильме «Подводная лодка» («Das Boot») режиссёра Вольфганга Петерсена как база снабжения немецких подводных лодок.
Упоминается в дилогии российского писателя-фантаста Сергея Лукьяненко «Искатели неба».

## Города-побратимы
- Буэнос-Айрес, Аргентина
- Виктория-де-Дуранго, Мексика
- Каракас, Венесуэла
- Лас-Пальмас, Испания
- Лорьян, Франция
- Нарсак, Гренландия
- Порту, Португалия
- Селая, Мексика
- Циндао, Китай